# Magnus Bäcklund

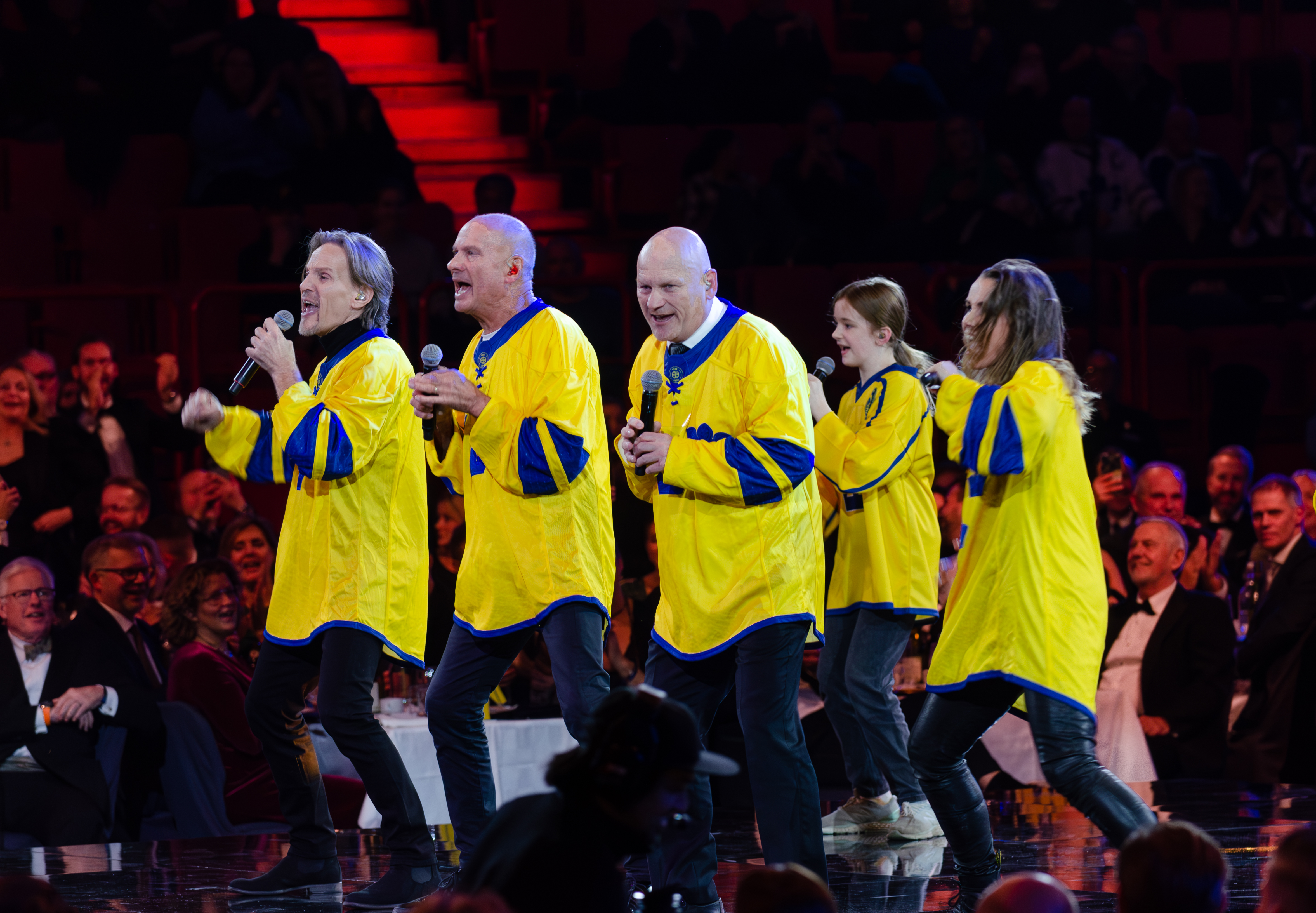
Magnus Bäcklund, Håkan Södergren, Lasse Holm och Linda Bengtzing sjunger den klassiska hockeylåten Nu tar vi dom i Avicii arena vid Svenska ishockeyförbundets 100-årsjubileum den 17 november 2022.

Carl Olof Magnus Bäcklund, född 16 november 1965 i Storfors (Värmlands län), är en svensk sångare.

## Karriär
Bäcklund slog igenom i den första säsongen av dokusåpan Fame Factory, vilken han vann. I samma säsong medverkade Jessica Andersson och efter tävlingens slut bildade de tillsammans duon Fame. Med gruppen deltog han bland annat i ett antal upplagor av Melodifestivalen (se nedan).
2002 deltog Bäcklund i TV4:s talangtävling Sikta mot stjärnorna som Tom Jones.
Sedan 2006 satsar Bäcklund på en solokarriär och hans första soloalbum Never Say Never släpptes i september 2006. 2007 uppträdde han på Cirkus i Stockholm med Robert Wells Rhapsody in Rock.
Bäcklund deltog i Så ska det låta under 2008 och han tävlade tillsammans med Molly Sandén och även 2010 tillsammans med Linda Bengtzing.
Sommaren 2009 turnerade han med storbandet Thunderballs med Tom Jones The Hitstory och besökte bland annat Liseberg under Göteborgs kulturkalas.

### Melodifestivalen
Fame deltog i Melodifestivalen 2003 med bidraget Give Me Your Love. Det tog dem till final i Globen där de efter omröstningen stod som segrare. Vinsten tog dem till Eurovision Song Contest i Riga och där kom de på femte plats. Året efter var Fame tillbaka i Melodifestivalen och tog sig då till final med bidraget Vindarna vänder oss. 
Bäcklund deltog som soloartist i Melodifestivalen 2006 med låten The Name of Love. Vid deltävlingen i Leksand bar han ett par läderbyxor som skapade rubriker i kvällspressen. Han gick vidare till Andra chansen för att därifrån ta sig till finalen. Bäcklund har därmed varit i final i Melodifestivalen samtliga gånger som han deltagit. 
Låtar i Melodifestivalen
- 2003 Give Me Your Love (Fame) 1:a. 5:a i Eurovision Song Contest 2003.
- 2004 Vindarna vänder oss (Fame) 6:a.
- 2006 The Name of Love 5:a.

### Övrigt
Bäcklund arbetar även halvtid som trafikpilot på flygbolaget NextJet.
Den 1 juni 2007 var han hemlig gäst när Fjällenskolan i Järfälla kommun firade 25 år.
Bäcklund var med i Eskilstunarevyn som hade premiär på nyårsafton 2007 och pågick under några månaders tid.

## Privatliv
Bäcklund var under många år bosatt i Vårdnäs (Sundsmåla) utanför Linköping, men bor sedan sommaren 2018 på en adress i västmanländska Hällefors. Han var tidigare gift med Sofie Bäcklund (född 1966), men lever numera sedan flytten till den tidigare nämnda orten, helt och hållet ensam. Tillsammans med exhustrun har han två tvillingdöttrar, som är födda 1999.

## Solodiskografi

### Soloalbum
| År   | Album           | Topplacering |
| År   | Album           | Sverige      |
| ---- | --------------- | ------------ |
| 2006 | Never Say Never | 32           |

### Solosinglar
| År   | Singel                       | Topplacering | Certifiering | Album                                                          |
| År   | Singel                       | Sverige      | Certifiering | Album                                                          |
| ---- | ---------------------------- | ------------ | ------------ | -------------------------------------------------------------- |
| 2003 | "Higher"                     | 43           |              | ej albumspår (framträdande i Fame Factory)                     |
| 2006 | "The Name of Love"           | 6            |              | från albumet Never say never bidrag till Melodifestivalen 2006 |
| 2007 | "Burn" (med Linda Lampenius) | 4            |              |                                                                |

### Fotnoter
1. ↑  Kristianstadsbladet: Magnus Bäcklund - Never Say Never Arkiverad 3 november 2013 hämtat från the Wayback Machine. (svenska)
2. 1 2  ”Magnus Bäcklund discography”. swedishcharts.com. Hung Medien. http://swedishcharts.com/showinterpret.asp?interpret=Magnus+B%E4cklund. Läst 7 oktober 2015.